# Пузин, Сергей Никифорович
Сергей Никифорович Пузин (род. 18 июля 1953 года, п. Низовая, Хачмазский район, Азербайджанская ССР, СССР) — советский и российский учёный, специалист в области медико-социальной реабилитации, академик РАМН (2007), академик РАН (2013). Заместитель директора по науке Федерального научно-клинического центра реаниматологии и реабилитологии Министерства науки и высшего образования Российской Федерации (ФНКЦ РР).

## Биография
Родился 18 июля 1953 года в п. Низовая Хачмасского района Азербайджанской ССР.
В 1975 году — окончил 1-й Московский медицинский институт имени И. М. Сеченова по специальности «лечебное дело».
В 1981 году — защитил кандидатскую диссертацию, тема «Медико-социальная экспертиза и реабилитация больных и инвалидов с посттромботической болезнью».
В 1995 году — защитил докторскую диссертацию, тема: «Медико-социальная экспертиза и реабилитация больных и инвалидов при заболеваниях сосудов нижних конечностей».
В 1996 году — присвоено учёное звание профессора.
В 2005 году — окончил Академию менеджмента инноваций г. Москвы по специальности «Менеджмент организации».
После окончания аспирантуры работал в ЦНИИ экспертизы трудоспособности и организации труда инвалидов (ЦИЭТИН), пройдя путь от младшего научного сотрудника до директора.
С 1995 года — заместитель директора НИИ экспертизы трудоспособности и организации труда инвалидов Минтруда.
С 2000 по 2004 годы — генеральный директор Федерального научно-практического центра медико-социальной экспертизы и реабилитации инвалидов Минсоцтруда.
С 2005 по 2011 годы — руководитель «Федеральное бюро медико-социальной экспертизы» и главный Федеральный эксперт по медико-социальной экспертизе Минздравсоцразвития.
С 2011 по 2012 годы — заместитель директора НИИ медицины труда РАМН.
С 2001 года по настоящее время — заведующий кафедрой гериатрии и медико-социальной экспертизы РМАПО.
С 2013 года по настоящее время — заведующий кафедрой «Авиационные материалы и технологии в медицине» Московского авиационного института.
С 2013 года по настоящее время — профессор кафедры спортивной медицины и медицинской реабилитации ПМГМУ имени И. М. Сеченова.
В 2004 году — избран членом-корреспондентом РАМН.
В 2007 году — избран академиком РАМН.
В 2013 году — стал академиком РАН (в рамках присоединения РАМН и РАСХН к РАН).
С 2006 по 2012 годы — член Общественной палаты Российской Федерации трёх созывов, член Совета по делам инвалидов при Председателе Совета Федерации Федерального Собрания Российской Федерации.
Представитель от России в Спецкомитете ООН по разработке всеобъемлющей международной конвенции о защите прав инвалидов.
Ветеран труда (2013 г.)
Лауреат Премии Правительства Российской Федерации (2023 г.)
С 2018 года по настоящее время — заместитель директора по науке Федерального научно-клинического центра реаниматологии и реабилитологии Министерства науки и высшего образования Российской Федерации (ФНКЦ РР).

## Научная деятельность
Специалист в области теории, методологии и технологии медико-социальной экспертизы и медико-социальной реабилитации.
Им выполнены фундаментальные исследования по методологии инвалидности и интеграции инвалидов в общество. Материалы его научных исследований положены в основу большинства нормативно-методических документов, необходимых для деятельности государственной службы медико-социальной экспертизы. Научные достижения нашли широкое применение в практике работы здравоохранения, учреждений медико-социальной экспертизы и реабилитации инвалидов, реабилитационных центров.
Под его научным руководством подготовлены 39 докторов, 79 кандидатов медицинских наук.
Автор и соавтор более 500 научных трудов, в том числе 30 монографий, 10 патентов РФ на изобретения, 43 учебных пособий, 3 руководств, 2 справочников.

### Научно-организационная деятельность
- главный редактор журналов «Вестник Всероссийского общества специалистов по медико-социальной экспертизе, реабилитации и реабилитационной индустрии», «Медико-социальная экспертиза и реабилитация»;
- член редколлегии журнала «Спортивная медицина: наука и практика»;
- член бюро Научного совета РАН;
- президент «Союза Заслуженных врачей России»;
- президент Всероссийского общества специалистов по медико-социальной экспертизе, реабилитации и реабилитационной индустрии
- заместитель председателя экспертного совета ВАК РФ.

## Награды[2]
- Заслуженный врач Российской Федерации (20 июня 1994) — за заслуги в области здравоохранения и многолетний добросовестный труд[4]
- Серебряная медаль «За достигнутые успехи в развитии народного хозяйства СССР» (1988)
- Медаль «В память 850-летия Москвы» (1997)
- Государственная награда «Орден Почета» (2000)
- Нагрудный знак «Почетный работник Минтруда России» (2001)
- Юбилейный знак «Министерство иностранных дел Российской Федерации. 200 лет» (2002)
- Нагрудный знак «Отличник здравоохранения» (2003)
- Юбилейная медаль «В память 1100-летия первого упоминания Пскова в летописи» (2003)
- Почетный знак МГФОМС (2003)
- Заслуженный деятель науки Российской Федерации (2004)[5]
- Нагрудный знак «Почётный работник Минтруда России» (2004)
- Нагрудный знак «Отличник здравоохранения» (2005)
- Медаль «В память 1000-летия Казани» (2005)
- Медаль «За многолетний труд в здравоохранении» (2005)
- Серебряная медаль «За укрепление уголовно-исполнительной системы» (2005)
- Нагрудный знак «Отличник социально-трудовой сферы» (2006)
- Юбилейная медаль «100 лет профсоюзам России» (2006)
- Золотая медаль «За укрепление уголовно-исполнительной системы» (2007)
- Юбилейная медаль «За заслуги» (2007)
- Юбилейная медаль «90 лет ВЧК-КГБ-ФСБ» (2007)
- Юбилейная медаль «90 лет Милиции России» (2007)
- Памятная медаль «Победа» (2007)
- Медаль «90 лет Великой Октябрьской Социалистической Революции» (2007)
- Юбилейный наградной знак «200 лет Ижевскому оружию» (2007)
- Нагрудный знак ФНПР «За содружество» (2008)
- Нагрудный знак «За заслуги в государственном социальном страховании» (2008)
- Медаль «Федора Гааза» (2008)
- Орден «Кавказа» (2008)
- Медаль «За заслуги» (2008)
- Орден «Народная слава» (2008)
- Золотая медаль «За достижения в науке» (2008)
- Наградной крест«За заслуги перед казачеством России» (2008)
- Наградной знак «Во имя жизни на земле» (2008)
- Юбилейная медаль «90 лет ВЛКСМ» (2008)
- Юбилейная медаль «90 лет вооруженных сил СССР-России» (2008)
- Государственная награда «Орден Дружбы (2012)[6]»
- Орден «Почета» (2012)
- Знак «Трудовая доблесть» (2016)
- Орден Дружбы (2018, Южная Осетия)[7]
- Медаль Дагестанского государственного медицинского университета (2018)
- Медаль «За вклад в реализацию государственной политики в области научно-технологического развития» Минобрнауки России (2021)
- Нагрудный знак «Почетный наставник» Минобрнауки России (2023)
- Премия Правительства Российской Федерации в области науки и техники (2023 г.)

Грамоты Совета Федерации Федерального Собрания РФ, Государственной Думы РФ, Минздрава РФ, Минтруда РФ, Минздравсоцразвития РФ.